# 阮久潭
阮久潭（越南语：／；？—1777年），越南廣南阮主官員。
阮久潭是阮久雲的兒子。他在阮福淳在位期間擔任嘉定調遣。1769年，柬埔寨烏迭二世與安農二世爭奪王位，暹羅王鄭昭派昭披耶·扎克里 (穆)率兵攜安農二世歸國繼位。烏迭出奔河僊。阮久潭奉命，同陳福成一起率軍攻打柬埔寨，驅逐安農，使烏迭得以奪回王位。
1771年，暹羅出兵攻佔河僊。1772年，阮久潭、陳福成奉命，配合宋福洽，出兵柬埔寨。河僊的丟失使嘉定受到威脅，阮久潭在1772年在西貢周圍建立了城牆，以防禦南方的領地。越南學者阮廷頭認為，從此以後西貢才成為一座真正意義上的城市。